# Töllsjö
Töllsjö è un'area urbana della Svezia situata nel comune di Bollebygd, contea di Västra Götaland.
La popolazione rilevata nel censimento 2010 era di 369 abitanti .